# شفيق عبد الملك
شفيق عبد الملك (1898 - 1988)[بحاجة لمصدر] هو عالم تشريحٍ مصري، عمل أستاذًا لعلم التشريح في جامعة عين شمس بالقاهرة. كان أيضًا رائد الأسرات الجامعية في خمسينات القرن العشرين، وعضوًا في لجنة الحفاظ على الآثار القبطية التي أسسها بابا الإسكندرية كيرلس السادس، وأستاذًا بمعهد الدراسات القبطية. كما كان الطبيب الخاص لبابا الإسكندرية كيرلس السادس.
وضع شفيق عددًا من المؤلفات التشريحية، منها:
- «علم تشريح جسم الإنسان»
- «تشريح الحوض للسيدة»
- «معجم ألفاظ علم بنيان جسم الإنسان والتشريح»
- «المبادئ الأولية في بيان جسم الإنسان ووظائف الأعضاء»
- «تشريح الحوض لقابلات وممرضات قصر العيني»
- «علم وظائف الأعضاء»
- «تشريح الحوض للذكر والأنثى»
- «تكوين الجنين»
- «مبادئ علم التشريح ووظائف الأعضاء»
- «معجم ألفاظ علم تكوين الجنين»